# Skymningslandet
Skymningslandet är en roman av Ursula K. Le Guin. Den utspelar sig i en fantasymiljö, men skulle likväl kunna räknas som en ungdomsroman.
I boken får vi möta de unga vuxna Hugh och Irene, som har svårt att släppa barndomen. De flyr in i Skymningslandet Tembreabrezi, där tiden går långsammare än i vår värld. Genom sina erfarenheter där tar de slutligen fullständigt steget in i sina vuxna liv.